# Copa de Alemania 2008-09
La Copa de Alemania 2008-09 fue la 66.ª edición del torneo de copa de fútbol más importante de Alemania organizado por la Asociación Alemana de Fútbol que se jugó del 7 de agosto de 2008 al 30 de mayo de 2009 y que contó con la participación de 64 equipos.
El Werder Bremen vence en la final al Bayer 04 Leverkusen jugada en el Olympiastadion para ganar su quinta copa nacional, además de obtener la clasificación a la Liga Europea de la UEFA 2009-10.
Debido a una decisión tomada en 2006, los equipos filiales ya no pueden participar en la copa nacional y en su lugar juegan la Copa de Equipos Filiales.

## Resultados

### Primera Ronda
| 7-8-2008               |     |                          |                |
| SV Niederauerbach      | 1–5 | 1. FC Köln               |                |
| 8-8-2008               |     |                          |                |
| SpVgg Unterhaching     | 0–2 | SC Freiburg              |                |
| SC Preußen Münster     | 0–0 | VfL Bochum               | (t.e.) (5-6 p) |
| FC Erzgebirge Aue      | 0–0 | FC St. Pauli             | (t.e.) (5-4 p) |
| Kickers Offenbach      | 1–0 | SpVgg Greuther Fürth     |                |
| FSV Frankfurt          | 2–0 | VfL Osnabrück            |                |
| SV Eintracht Trier 05  | 1–3 | Hertha BSC               |                |
| 9-8-2008               |     |                          |                |
| Eintracht Nordhorn     | 3–9 | SV Werder Bremen         |                |
| Holstein Kiel          | 0–2 | FC Hansa Rostock         |                |
| SV Babelsberg 03       | 1–2 | 1. FSV Mainz 05          | (t.e.)         |
| Rot-Weiß Essen         | 1–3 | Borussia Dortmund        |                |
| Hallescher FC          | 0–5 | Hannover 96              |                |
| VfB Fichte Bielefeld   | 1–8 | Borussia Mönchengladbach |                |
| FC Wegberg-Beeck       | 1–4 | Alemannia Aachen         |                |
| FC Ingolstadt 04       | 1–3 | Hamburger SV             |                |
| FC Homburg             | 0–3 | FC Schalke 04            |                |
| SC Pfullendorf         | 0–3 | Eintracht Frankfurt      |                |
| Tennis Borussia Berlin | 0–3 | FC Energie Cottbus       |                |
| FC Carl Zeiss Jena     | 2–1 | 1. FC Kaiserslautern     |                |
| SC Paderborn 07        | 1–1 | FC Augsburg              | (t.e.) (1-3 p) |
| 10-8-2008              |     |                          |                |
| SpVgg Ansbach          | 0–5 | Karlsruher SC            |                |
| ASV Bergedorf 85       | 1–5 | MSV Duisburg             |                |
| TSG Neustrelitz        | 0–2 | TSV 1860 München         |                |
| 1. FC Heidenheim 1846  | 0–3 | VfL Wolfsburg            |                |
| FC Oberneuland         | 1–1 | TuS Koblenz              | (t.e.) (5-4 p) |
| ASV Durlach            | 1–2 | Arminia Bielefeld        |                |
| SV Darmstadt 98        | 0–2 | SV Wehen Wiesbaden       |                |
| Rot-Weiß Oberhausen    | 2–3 | Bayer 04 Leverkusen      | (t.e.)         |
| Chemnitzer FC          | 0–1 | TSG 1899 Hoffenheim      |                |
| FC Hansa Lüneburg      | 0–5 | VfB Stuttgart            |                |
| Rot Weiss Ahlen        | 0–0 | 1. FC Nürnberg           | (t.e.) (3-4 p) |
| FC Rot-Weiß Erfurt     | 3–4 | FC Bayern München        |                |

### Segunda Ronda
| 23-9-2008           |     |                          |                |
| FC Erzgebirge Aue   | 1–2 | SV Werder Bremen         |                |
| FC Energie Cottbus  | 3–0 | Borussia Mönchengladbach |                |
| 1. FSV Mainz 05     | 3–1 | 1. FC Köln               |                |
| Eintracht Frankfurt | 1–2 | FC Hansa Rostock         | (t.e.)         |
| FC Schalke 04       | 2–0 | Hannover 96              |                |
| TSV 1860 München    | 0–0 | MSV Duisburg             | (t.e.) (5-4 p) |
| FC Augsburg         | 0–2 | Bayer 04 Leverkusen      |                |
| 24-9-2008           |     |                          |                |
| Kickers Offenbach   | 0–2 | Karlsruher SC            |                |
| FC Oberneuland      | 0–7 | VfL Wolfsburg            |                |
| SV Wehen Wiesbaden  | 1–0 | Alemannia Aachen         |                |
| Hamburger SV        | 2–0 | VfL Bochum               |                |
| Borussia Dortmund   | 2–1 | Hertha BSC               | (t.e.)         |
| FC Carl Zeiss Jena  | 1–0 | FSV Frankfurt            |                |
| VfB Stuttgart       | 2–0 | Arminia Bielefeld        |                |
| SC Freiburg         | 3–1 | TSG 1899 Hoffenheim      |                |
| FC Bayern München   | 2–0 | 1. FC Nürnberg           |                |

### Tercera Ronda
| 27 de enero de 2009 | Hamburger SV     | 3–1     | 1860 Munich  | HSH Nordbank Arena, Hamburg                                |                                                            |
|                     | Olić 44' 78' 85' | Reporte | Bierofka 87' | Asistencia: 48 058 espectadores Árbitro(s): Michael Weiner | Asistencia: 48 058 espectadores Árbitro(s): Michael Weiner |

| 27 de enero de 2009 | Carl Zeiss Jena           | 1–4     | Schalke 04                                              | Ernst-Abbe-Sportfeld, Jena                                |                                                           |
|                     | Schembri 68' · Riemer 81' | Reporte | Farfán 19' 66' · Rakitić 71' · Kurányi 90+2'Asamoah 75' | Asistencia: 17 600 espectadores Árbitro(s): Deniz Aytekin | Asistencia: 17 600 espectadores Árbitro(s): Deniz Aytekin |

| 27 de enero de 2009 | SC Freiburg | 1–3     | Mainz 05                           | Dreisamstadion, Freiburg                                 |                                                          |
|                     | Krmaš 71'   | Reporte | Bungert 47' · Bancé 65' · Soto 81' | Asistencia: 13 000 espectadores Árbitro(s): Peter Sippel | Asistencia: 13 000 espectadores Árbitro(s): Peter Sippel |

|  | VfB Stuttgart | 1–5     | Bayern Munich                                                                    | Mercedes-Benz Arena, Stuttgart                             |                                                            |
|  | Gómez 85'     | Reporte | Schweinsteiger 14' 55' (pen.) · Ribéry 16' · Toni 43' · Zé Roberto 59'Ribéry 21' | Asistencia: 55 500 espectadores Árbitro(s): Herbert Fandel | Asistencia: 55 500 espectadores Árbitro(s): Herbert Fandel |

| 28 de enero de 2009 | Bayer Leverkusen                      | 3–1     | Energie Cottbus | LTU Arena, Düsseldorf                                      |                                                            |
|                     | Helmes 12' · Kadlec 29' · Augusto 43' | Reporte | Skela 90+1'     | Asistencia: 16 000 espectadores Árbitro(s): Wolfgang Stark | Asistencia: 16 000 espectadores Árbitro(s): Wolfgang Stark |

| 28 de enero de 2009 | Borussia Dortmund | 1–2     | Werder Bremen             | Westfalenstadion, Dortmund                               |                                                          |
|                     | Frei 11'          | Reporte | Almeida 62' · Pizarro 80' | Asistencia: 74 000 espectadores Árbitro(s): Manuel Gräfe | Asistencia: 74 000 espectadores Árbitro(s): Manuel Gräfe |

|  | Karlsruher SC | 0–1     | Wehen Wiesbaden | Wildparkstadion, Karlsruhe                               |                                                          |
|  |               | Reporte | König 73'       | Asistencia: 13 686 espectadores Árbitro(s): Knut Kircher | Asistencia: 13 686 espectadores Árbitro(s): Knut Kircher |

|  | VfL Wolfsburg                                               | 5–1     | Hansa Rostock | Volkswagen Arena, Wolfsburg                              |                                                          |
|  | Grafite 58' 86' (pen.) 90' · Bülow 66' (a.g.) · Gentner 79' | Reporte | Fillinger 68' | Asistencia: 12 500 espectadores Árbitro(s): Jochen Drees | Asistencia: 12 500 espectadores Árbitro(s): Jochen Drees |

### Cuartos de final
| 3 de marzo de 2009 | Mainz 05  | 1–0     | Schalke 04 | Stadion am Bruchweg, Mainz                              |                                                         |
|                    | Bancé 88' | Reporte |            | Asistencia: 20 100 espectadores Árbitro(s): Felix Brych | Asistencia: 20 100 espectadores Árbitro(s): Felix Brych |

| 4 de marzo de 2009 | VfL Wolfsburg | 2–5     | Werder Bremen                                   | Volkswagen Arena, Wolfsburg                                   |                                                               |
|                    | Džeko 10' 42' | Reporte | Diego 3' 55' (pen.) · Özil 6' · Pizarro 71' 89' | Asistencia: 24 115 espectadores Árbitro(s): Thorsten Kinhöfer | Asistencia: 24 115 espectadores Árbitro(s): Thorsten Kinhöfer |

| 4 de marzo de 2009 | Hamburger SV                    | 2–1     | Wehen Wiesbaden | HSH Nordbank Arena, Hamburg                                |                                                            |
|                    | Kopilas 17' (a.g.) · Petrić 37' | Reporte | Schwarz 85'     | Asistencia: 35 378 espectadores Árbitro(s): Wolfgang Stark | Asistencia: 35 378 espectadores Árbitro(s): Wolfgang Stark |

| 4 de marzo de 2009 | Bayer Leverkusen                                       | 4–2     | Bayern Munich         | LTU Arena, Düsseldorf                                     |                                                           |
|                    | Barnetta 54' · Vidal 61' · Helmes 70' · Kießling 90+2' | Reporte | Lúcio 72' · Klose 74' | Asistencia: 50 500 espectadores Árbitro(s): Florian Mayer | Asistencia: 50 500 espectadores Árbitro(s): Florian Mayer |

### Semifinales
| 21 de abril de 2009 | Bayer Leverkusen                                          | 4–1 (t. s.) | Mainz 05  | LTU Arena, Düsseldorf                                      |                                                            |
|                     | Charisteas 82' · Vidal 92' · Friedrich 104' · Kadlec 117' | Reporte     | Bancé 88' | Asistencia: 35 000 espectadores Árbitro(s): Michael Weiner | Asistencia: 35 000 espectadores Árbitro(s): Michael Weiner |

| 22 de abril de 2009 | Hamburger SV                        | 1–1 (t. s.)(1 – 3 p.)      | Werder Bremen           | HSH Nordbank Arena, Hamburg                              |                                                          |
|                     | Olić 67' · Jarolím 90+2'            | Reporte                    | Mertesacker 11'         | Asistencia: 55 237 espectadores Árbitro(s): Knut Kircher | Asistencia: 55 237 espectadores Árbitro(s): Knut Kircher |
|                     |                                     | Tiros desde el punto penal |                         |                                                          |                                                          |
|                     | Mathijsen · Boateng · Olić · Jansen |                            | Pizarro · Özil · Frings |                                                          |                                                          |

### Final
| 30 de mayo de 2009 | Bayer Leverkusen | 0–1     | Werder Bremen | Olympiastadion, Berlin                                       |                                                              |
|                    |                  | Reporte | Özil 58'      | Asistencia: 74 400 espectadores Árbitro(s): Helmut Fleischer | Asistencia: 74 400 espectadores Árbitro(s): Helmut Fleischer |

| 1          | POR        | René Adler          |     |
| 27         | DEF        | Gonzalo Castro      | 85' |
| 20         | DEF        | Lukas Sinkiewicz    |     |
| 5          | DEF        | Manuel Friedrich    |     |
| 24         | DEF        | Michal Kadlec       |     |
| 8          | MED        | Renato Augusto      |     |
| 23         | MED        | Arturo Vidal        | 85' |
| 6          | MED        | Simon Rolfes        |     |
| 7          | MED        | Tranquillo Barnetta |     |
| 9          | DEL        | Patrick Helmes      |     |
| 11         | DEL        | Stefan Kießling     |     |
| Entrenador | Entrenador | Bruno Labbadia      |     |

| 1          | POR        | Tim Wiese          |     |
| 8          | DEF        | Clemens Fritz      |     |
| 15         | DEF        | Sebastian Prödl    |     |
| 4          | DEF        | Naldo              |     |
| 2          | DEF        | Sebastian Boenisch |     |
| 6          | MED        | Frank Baumann      | 60' |
| 22         | MED        | Torsten Frings     |     |
| 11         | MED        | Mesut Özil         | 67' |
| 10         | MED        | Diego              |     |
| 24         | DEL        | Claudio Pizarro    |     |
| 23         | DEL        | Hugo Almeida       | 90' |
| Entrenador | Entrenador | Thomas Schaaf      |     |

| 39 | MED | Toni Kroos         | 85' |
| 29 | DEL | Angelos Charisteas | 85' |

| 25 | DEF | Peter Niemeyer     | 60' |
| 16 | MED | Alexandros Tziolis | 87' |
| 9  | DEL | Markus Rosenberg   | 90' |

| Anotado | 58' | Mesut Ozil | 0-1 |

| Amonestado | 68' | Arturo Vidal    |
| Amonestado | 79' | Stefan Kießling |

| Amonestado | 37'   | Sebastian Prödl |
| Amonestado | 84'   | Peter Niemeyer  |
| Amonestado | 90'+2 | Torsten Frings  |
| Amonestado | 90'+2 | Tim Wiese       |

| Árbitro             | Helmut Fleischer |
| Árbitros asistentes | Sönke Glindemann |
| Árbitros asistentes | Guido Kleve      |
| Cuarto árbitro      | Lutz Wagner      |

| 1          | POR        | René Adler          |     |
| 27         | DEF        | Gonzalo Castro      | 85' |
| 20         | DEF        | Lukas Sinkiewicz    |     |
| 5          | DEF        | Manuel Friedrich    |     |
| 24         | DEF        | Michal Kadlec       |     |
| 8          | MED        | Renato Augusto      |     |
| 23         | MED        | Arturo Vidal        | 85' |
| 6          | MED        | Simon Rolfes        |     |
| 7          | MED        | Tranquillo Barnetta |     |
| 9          | DEL        | Patrick Helmes      |     |
| 11         | DEL        | Stefan Kießling     |     |
| Entrenador | Entrenador | Bruno Labbadia      |     |

| 1          | POR        | Tim Wiese          |     |
| 8          | DEF        | Clemens Fritz      |     |
| 15         | DEF        | Sebastian Prödl    |     |
| 4          | DEF        | Naldo              |     |
| 2          | DEF        | Sebastian Boenisch |     |
| 6          | MED        | Frank Baumann      | 60' |
| 22         | MED        | Torsten Frings     |     |
| 11         | MED        | Mesut Özil         | 67' |
| 10         | MED        | Diego              |     |
| 24         | DEL        | Claudio Pizarro    |     |
| 23         | DEL        | Hugo Almeida       | 90' |
| Entrenador | Entrenador | Thomas Schaaf      |     |

| 39 | MED | Toni Kroos         | 85' |
| 29 | DEL | Angelos Charisteas | 85' |

| 25 | DEF | Peter Niemeyer     | 60' |
| 16 | MED | Alexandros Tziolis | 87' |
| 9  | DEL | Markus Rosenberg   | 90' |

| Anotado | 58' | Mesut Ozil | 0-1 |

| Amonestado | 68' | Arturo Vidal    |
| Amonestado | 79' | Stefan Kießling |

| Amonestado | 37'   | Sebastian Prödl |
| Amonestado | 84'   | Peter Niemeyer  |
| Amonestado | 90'+2 | Torsten Frings  |
| Amonestado | 90'+2 | Tim Wiese       |

| Árbitro             | Helmut Fleischer |
| Árbitros asistentes | Sönke Glindemann |
| Árbitros asistentes | Guido Kleve      |
| Cuarto árbitro      | Lutz Wagner      |

| DFB Pokal Trophy                 |
|                                  |
| Werder Bremen Campeón 6.° título |